# Егорова, Татьяна Владимировна (футболистка)
Татьяна Владимировна Егорова (10 марта 1970, Троицк Челябинская область — 29 июля 2012, Москва) — российская футболистка, выступавшая на позиции полузащитницы. Многолетний капитан сборной России. Более 12 сезонов выступала за «ЦСК ВВС», проведя 157 матчей в чемпионатах России забив 37 мячей.

## Биография

### Клубная карьера
В детстве увлекалась лёгкой атлетикой. Воспитанница карагандинской институтской футбольной команды «Олимп». Выступала в чемпионатах России за клубы ЦСК ВВС (Самара), «Лада» (Тольятти) и «Россиянка» (Красноармейск). Пятикратная чемпионка России, трёхкратная обладательница Кубка России. Российские футболистки Кулистан Боташева, Ирина Григорьева и Татьяна Егорова выступали за немецкую команду «Турбине» (с января по май в 1994—1996 гг.). Чемпионат в Германии был по системе «осень-весна», а в другие месяцы девушки выступали за самарские ЦСК ВВС. «Турбине» на тот момент выступала в региональной лиге и девушки были приглашены в единственную сильную команду ГДР для того, чтобы пробиться в Бундеслигу. А по завершении чемпионата России 2004 приняла участие и в двух играх 1/4 финала Кубка чемпионов за «Энергию» (Воронеж) против «Турбине» из Потсдама.

### Карьера в сборной
В составе сборной выступала на чемпионатах мира 1999 и 2003 годов, а также на чемпионатах Европы 1997 и 2001 годов. Долгое время была капитаном команды.
| Матчи Татьяны Егоровой на международных турнирах | Матчи Татьяны Егоровой на международных турнирах | Матчи Татьяны Егоровой на международных турнирах | Матчи Татьяны Егоровой на международных турнирах | Матчи Татьяны Егоровой на международных турнирах | Матчи Татьяны Егоровой на международных турнирах |
| №                                                | Дата                                             | Место проведения                                 | Соперник                                         | Счёт                                             | Соревнование                                     |
| ------------------------------------------------ | ------------------------------------------------ | ------------------------------------------------ | ------------------------------------------------ | ------------------------------------------------ | ------------------------------------------------ |
| 1                                                | 2 июля 1997                                      | Карлстад                                         | Франция                                          | 1:3                                              | ЧЕ-1997                                          |
| 2                                                | 5 июля 1997                                      | Карлскуга                                        | Испания                                          | 0:1                                              | ЧЕ-1997                                          |
| 3                                                | 20 июня 1999                                     | Фоксборо                                         | Норвегия                                         | 1:2                                              | ЧМ-1999                                          |
| 4                                                | 23 июня 1999                                     | Портленд                                         | Япония                                           | 5:0                                              | ЧМ-1999                                          |
| 5                                                | 26 июня 1999                                     | Нью-Джерси                                       | Канада                                           | 4:1                                              | ЧМ-1999                                          |
| 6                                                | 30 июня 1999                                     | Сан-Хосе                                         | Китай                                            | 0:2                                              | ЧМ-1999                                          |
| 7                                                | 24 июня 2001                                     | Йена                                             | Англия                                           | 1:1                                              | ЧЕ-2001                                          |
| 8                                                | 27 июня 2001                                     | Эрфурт                                           | Германия                                         | 0:5                                              | ЧЕ-2001                                          |
| 9                                                | 30 июня 2001                                     | Эрфурт                                           | Швеция                                           | 0:1                                              | ЧЕ-2001                                          |
| 10                                               | 21 сентября 2003                                 | Карсон                                           | Австралия                                        | 2:1                                              | ЧМ-2003                                          |
| 11                                               | 25 сентября 2003                                 | Карсон                                           | Гана                                             | 3:0                                              | ЧМ-2003                                          |
| 12                                               | 28 сентября 2003                                 | Портленд                                         | Китай                                            | 0:1                                              | ЧМ-2003                                          |
| 13                                               | 2 октября 2003                                   | Портленд                                         | Германия                                         | 1:7                                              | ЧМ-2003                                          |

Итого: 13 матчей; 4 победы, 1 ничья, 8 поражений.

### Тренерская карьера
После карьеры игрока поступила в Высшую школу тренеров, окончив её в 2010 году. Возглавила команду «Россиянка», с которой оформила «золотой дубль», завоевав титул чемпионки и обладательницы кубка России в 2010 году. В январе 2012 года уступила свой пост Фариду Бенстити, главному тренеру сборной России.
29 июля 2012 года скоропостижно скончалась на 43-м году жизни от сердечной недостаточности. Похоронена в Самаре.

## Достижения

### Командные
Как игрок
- Чемпионка России (5): 1993, 1994, 1996, 2005, 2006
- Серебряный призёр чемпионата России (4): 1992, 1995, 1997, 1998
- Бронзовый призёр чемпионата России (2): 1999, 2000
- Обладательница Кубка России (3): 1994, 2005, 2006
- Финалистка Кубка России (2): 1995, 1996

Как тренер
- Чемпионка России: 2010
- Обладательница Кубка России: 2010

### Личные
- Первая женщина-тренер, выигравшая чемпионат России.
- В список «33 лучших футболисток страны» (13): 1992[10], 1993[11], 1994[12], 1995[13], 1996[14], 1999[15], 2000[16], 2001[17], 2002[18], 2003[19], 2004[20], 2005[21], 2006[22]